# Marg Moll
Marg Moll, född Margarethe Haeffner den 2 augusti 1884 i Mulhouse, död 15 mars 1977 i München, var en tysk skulptör, målare och skribent.
Moll föddes i Mulhouse som vid tidpunkten tillhörde Kejsardömet Tyskland; efter första världskriget tillföll staden Frankrike. Hon studerade vid Städelsches Kunstinstitut i Frankfurt, bland annat för målaren Oskar Moll (1875–1947). De gifte sig 1906 och drog samma år till Berlin för studier för Lovis Corinth. Året därpå reste de till Paris där de deltog i grundandet av Henri Matisses konstskola Académie Matisse. Henri Matisse fick stor påverkan för parets konstnärliga utveckling. Nazisterna misstrodde paret Molls modernistiska konst och betecknade den som entartete Kunst. 
Moll utvecklade ett kubistiskt formspråk i sina skulpturala arbeten som ofta hade människokroppen som utgångspunkt. Hennes konst banade väg för den abstrakta skulpturen. Hon är representerad vid Neue Nationalgalerie och Georg Kolbe museum. Både Corinth och Matisse porträtterade Marg Moll.

## Bilder

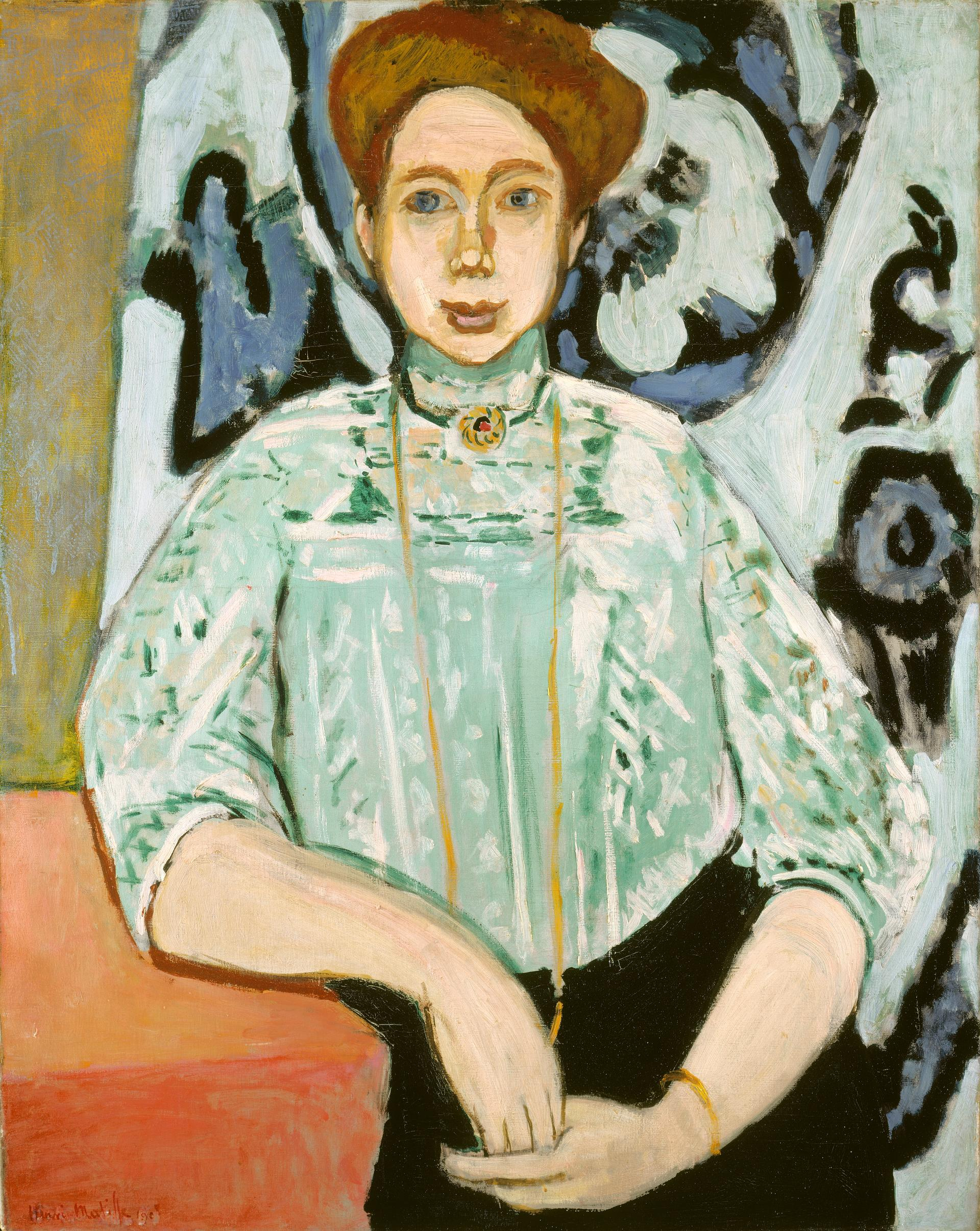
Porträtt av Greta Moll av Henri Matisse (1908), National Gallery.